# 绞肉机

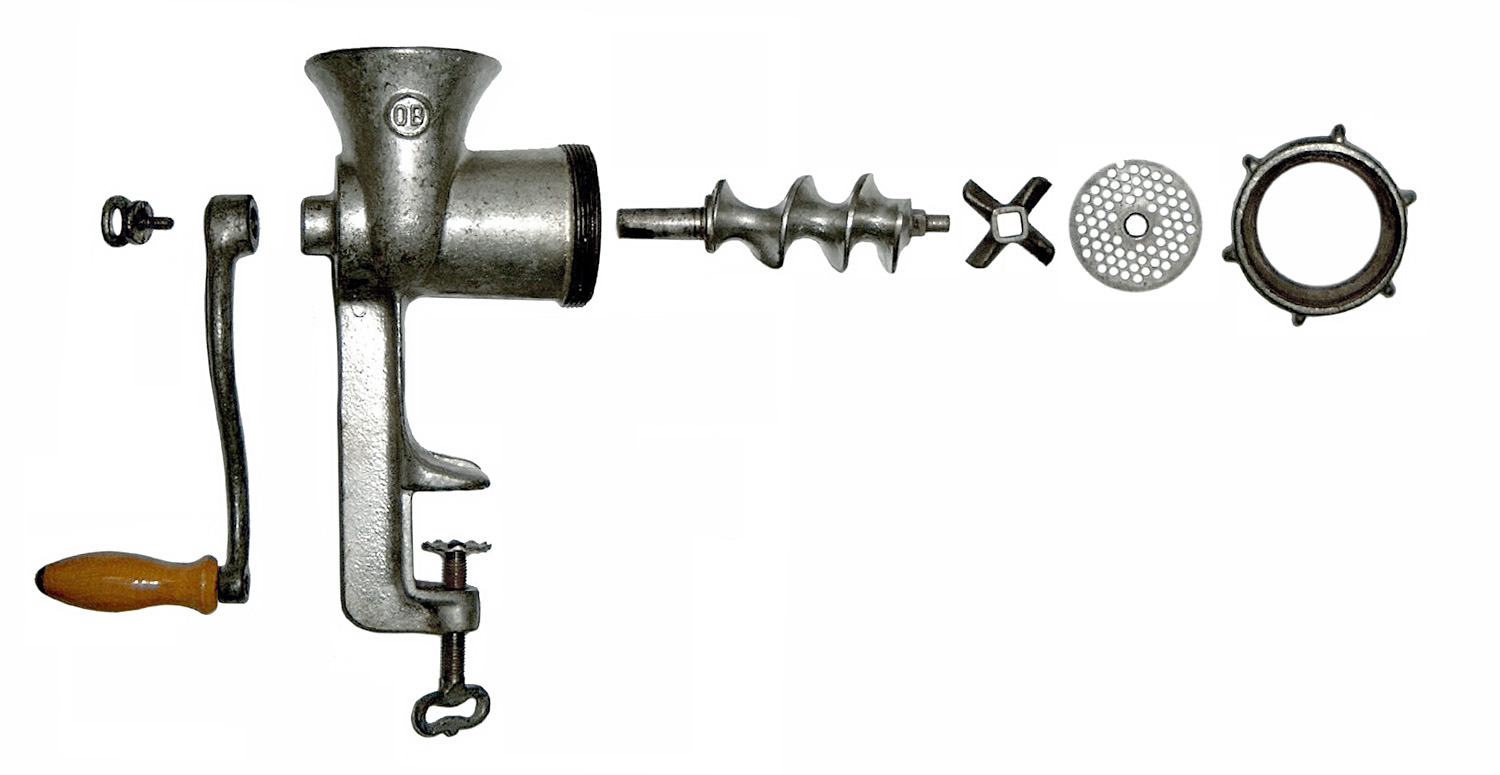
从左至右为：螺栓、曲柄、壳体、蛟龙、铰刀、孔板、锁套

绞肉机是将块状肉经孔板和绞肉刀碎解成粒状的机器。它取代了切肉刀等工具，绞肉机内蛟龙挤压肉块，由绞板孔挤出，再由刀片切断。绞肉时，因挤压和摩擦产生热，使肉温升高，升温过离会影响肉的颜色和质量。所以原料肉的温度要低，也不应带有结缔组织和骨路等。肉馅颗粒大小取决于孔板。透過更換灌香腸機，還可以填充香腸腸衣。

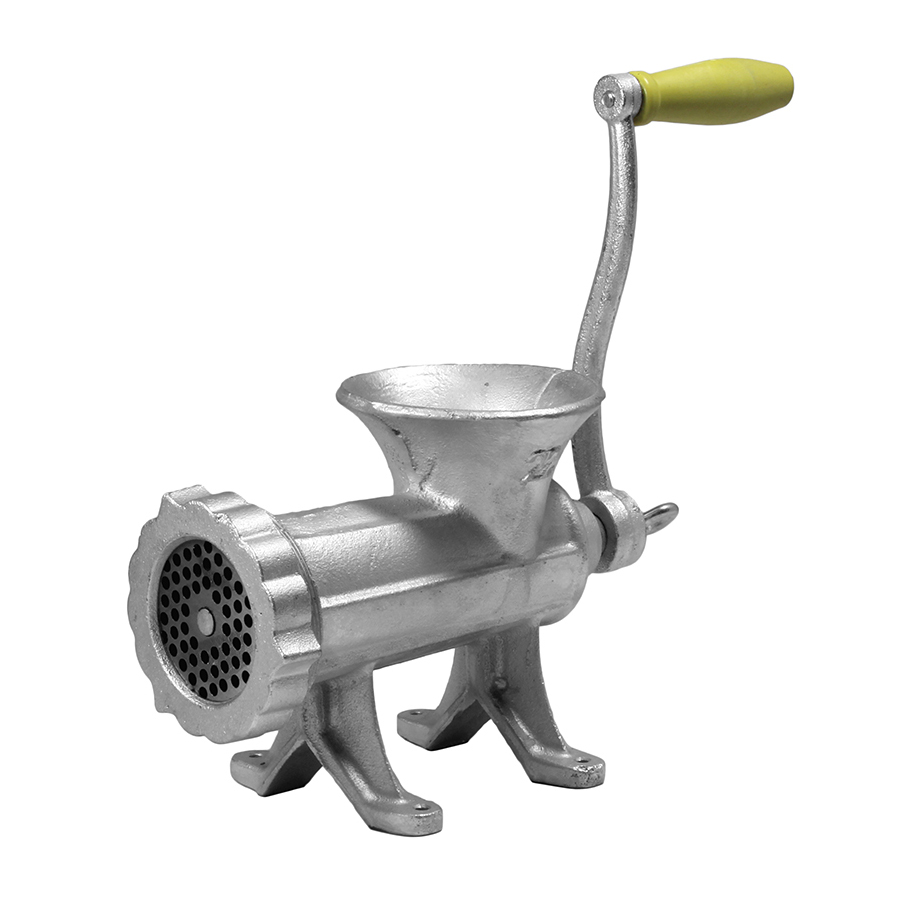
手动绞肉机
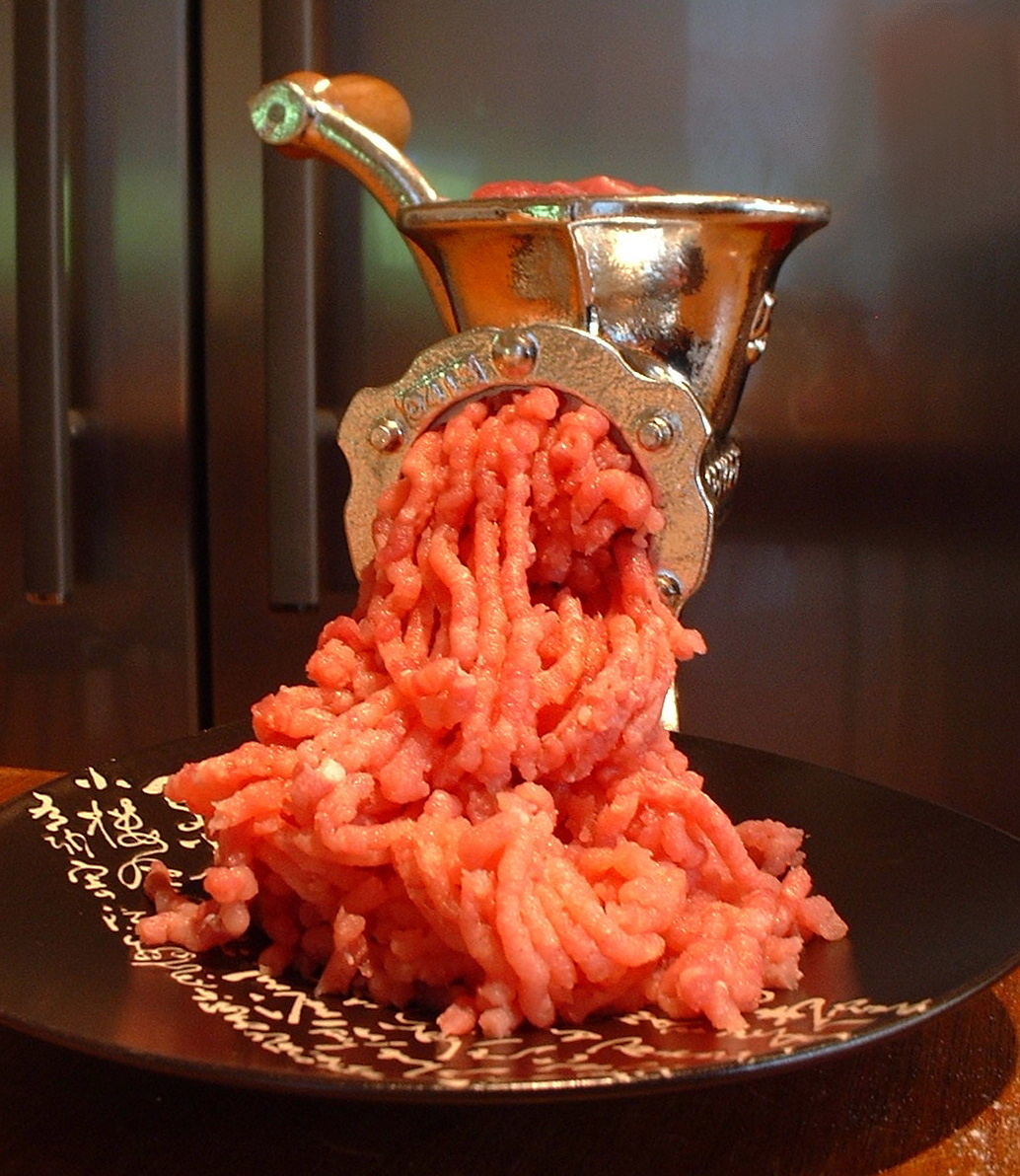
绞肉机